# Conostegia
Conostegia är ett släkte av tvåhjärtbladiga växter. Conostegia ingår i familjen Melastomataceae.

## Bildgalleri

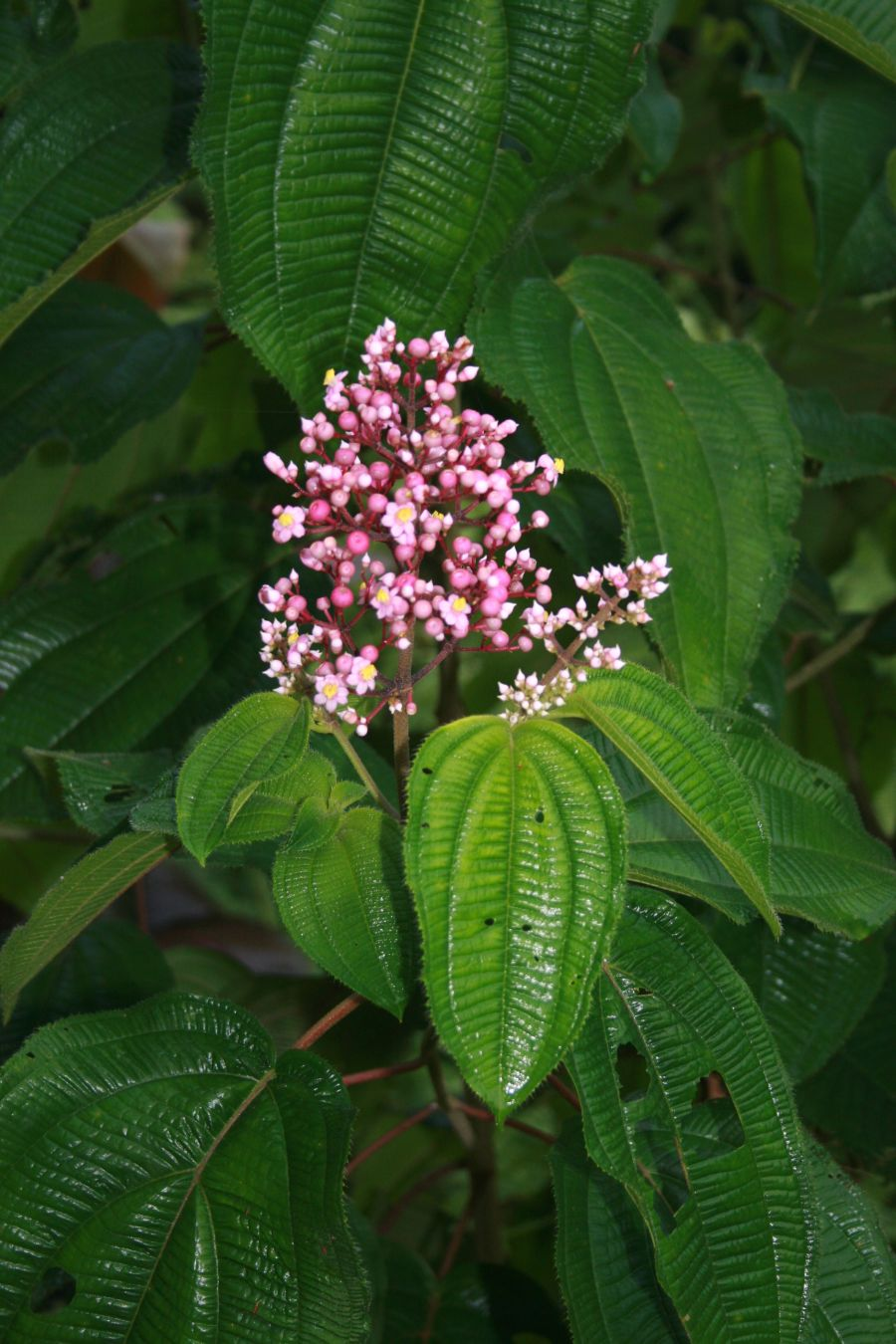
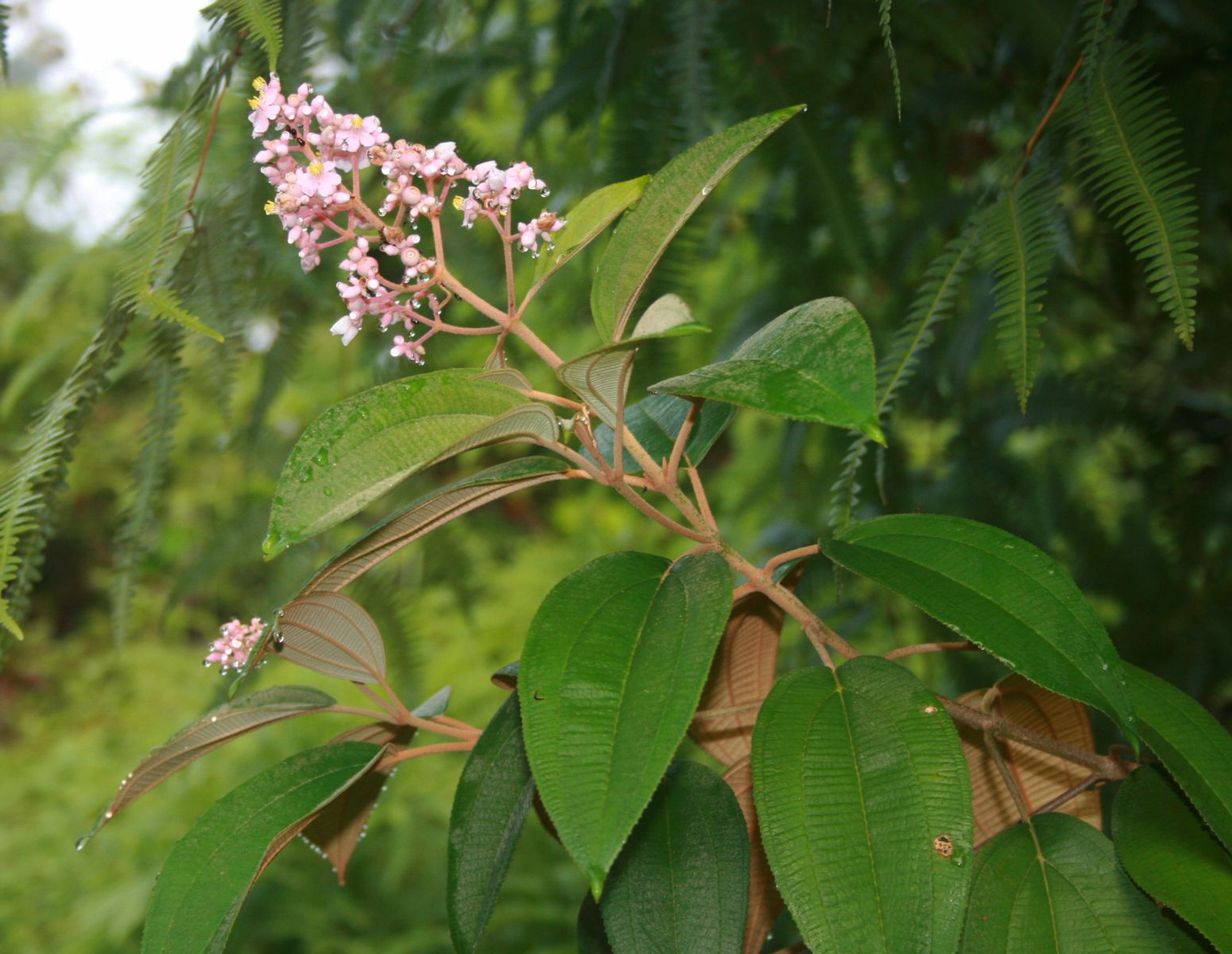

## Dottertaxa tillConostegia, i alfabetisk ordning[1]
- Conostegia apiculata
- Conostegia arborea
- Conostegia attenuata
- Conostegia balbisiana
- Conostegia bigibbosa
- Conostegia bracteata
- Conostegia brenesii
- Conostegia caelestis
- Conostegia centronioides
- Conostegia chiriquensis
- Conostegia cinnamomea
- Conostegia cuatrecasii
- Conostegia dentata
- Conostegia extinctoria
- Conostegia hirtella
- Conostegia icosandra
- Conostegia inusitata
- Conostegia jaliscana
- Conostegia lasiopoda
- Conostegia lindenii
- Conostegia macrantha
- Conostegia micrantha
- Conostegia montana
- Conostegia monteleagreana
- Conostegia muriculata
- Conostegia myriasporoides
- Conostegia oerstediana
- Conostegia pittieri
- Conostegia plumosa
- Conostegia polyandra
- Conostegia procera
- Conostegia pyxidata
- Conostegia rhodopetala
- Conostegia rubiginosa
- Conostegia rufescens
- Conostegia setifera
- Conostegia setosa
- Conostegia speciosa
- Conostegia subcrustulata
- Conostegia superba
- Conostegia tenuifolia
- Conostegia volcanalis
- Conostegia xalapensis